# Wayne Allwine
Wayne Anthony Allwine (Glendale), 7 februari 1947 – Los Angeles, 18 mei 2009) was een Amerikaans stemacteur.

## Carrière
Allwine begon als geluidstechnicus voor speciale effecten bij de Disneystudio's. Hij raakte bekend doordat hij zijn falsetstem leende aan de tekenfilmfiguur Mickey Mouse. Zijn eerste optreden was in de film Mickey's Christmas Carol. Na Walt Disney zelf (vanaf 1928) en Jimmy MacDonald (vanaf 1948), was Allwine (vanaf 1977) de derde stem van Mickey Mouse. Hij werd opgevolgd door Bret Iwan, die Mickeys stem tot op heden inspreekt.

## Privéleven
Wayne Allwine was gehuwd met Russi Taylor, die sinds 1986 de stem van tekenfilmfiguur Minnie Mouse, het vriendinnetje van Mickey, voor haar rekening nam.
- Bibliothèque nationale de France: cb14445733b (data)
- International Standard Name Identifier: 0000 0000 5959 9370
- Library of Congress Control Number: no2005012168
- MusicBrainz: 5d074e70-bec2-4767-b636-de58c16c0edd
- Nationale Bibliotheek van Israël: 987011066528705171
- Nederlandse Thesaurus van Auteursnamen: 332868877
- Système universitaire de documentation: 077445147
- Virtual International Authority File: 71117237
- WorldCat: E39PBJyRBYkc33yPgtXmT4jt8C